# Michael Schønwandt
Michael Schønwandt (født 10. september 1953 på Frederiksberg) er en dansk dirigent. Han var chefdirigent for Det Kongelige Kapel og musikchef ved Det Kongelige Teater i København fra 2000 til 2011.
Efter i nogle år at have læst musikvidenskab på Københavns Universitet studerede Schønwandt direktion i to år på Royal Academy of Music i England.
Med dirigentdebut i Tivoli (1977) har han været chefdirigent for Collegium Musicum (1981- ), 1.gæstedirigent ved La Monnaie Operaen i Bruxelles (1984-87) og i Nice (1987-1991) og for DR Radiosymfoniorkestret (1989-2000). 1992-1998 var han chefdirigent for Berliner Sinfonie Orchester.
Han har dirigeret en lang række af verdens førende symfoniorkestre som Wiener Philharmonikerne, Berliner Philharmonikerne, London Symphony Orchestra, Philharmonia Orchestra, Orchestre de la Suisse Romande og Concertgebouworkest i Amsterdam.
Han har dirigeret opera på Covent Garden operaen i London, Opéra de Paris, Wiener Staatsoper og i Berlin, Hamborg og Stuttgart. Fra 2008 er han 1. gæstedirigent for Stuttgarter Operaen.
1987 og 1988 dirigerede han ved Festspillene i Bayreuth.
Schønwandt har medvirket i en lang række pladeindspilninger. Blandt andre Poul Ruders' opera Tjenerindens fortælling (2000), den komplette indspilning af Carl Nielsens symfonier på CD og DVD og Richard Strauss opera Salome samt på DVD Richard Wagners Nibelungens Ring med Det Kongelige Kapel.
Fra 2010 til 2013 var Michael Schønwandt chefdirigent for den nederlandske radios Kamer Filharmonie med base i Hilversum.
Fra 2015 er Schønwandt chefdirigent for Opéra et Orchestre National de Montpellier i Frankrig.
I 1990 var han Årets Æreshåndværker. 2005 blev han Ridder af Dannebrog af 1. grad og 2011 Kommandør af Dannebrogsordenen. I 2022 modtog han Emil Holms Mindelegat i Koncerthuset i DR Byen.